# Dreptes thomensis
El suimanga gigante (Dreptes thomensis) es una especie de ave paseriforme de la familia Nectariniidae.

## Distribución geográfica
El suimanga gigante es endémico de la isla de Santo Tomé, en Santo Tomé y Príncipe.

## Estado de conservación
Se encuentra amenazada por la pérdida de su hábitat natural.